# Schwarzach (Niederbayern)
Pentru alte sensuri ale cuvântului Schwarzach vezi pagina de dezambiguizare Schwarzach.
Schwarzach (Niederbayern) (pronunțat [șvarț-ach]) se referă la comuna târg numită Schwarzach, uneori și Markt Schwarzach, din districtul rural Straubing-Bogen, regiunea administrativă de tip Regierungsbezirk Bavaria Inferioară, landul Bavaria, Germania.